# М'яка посадка

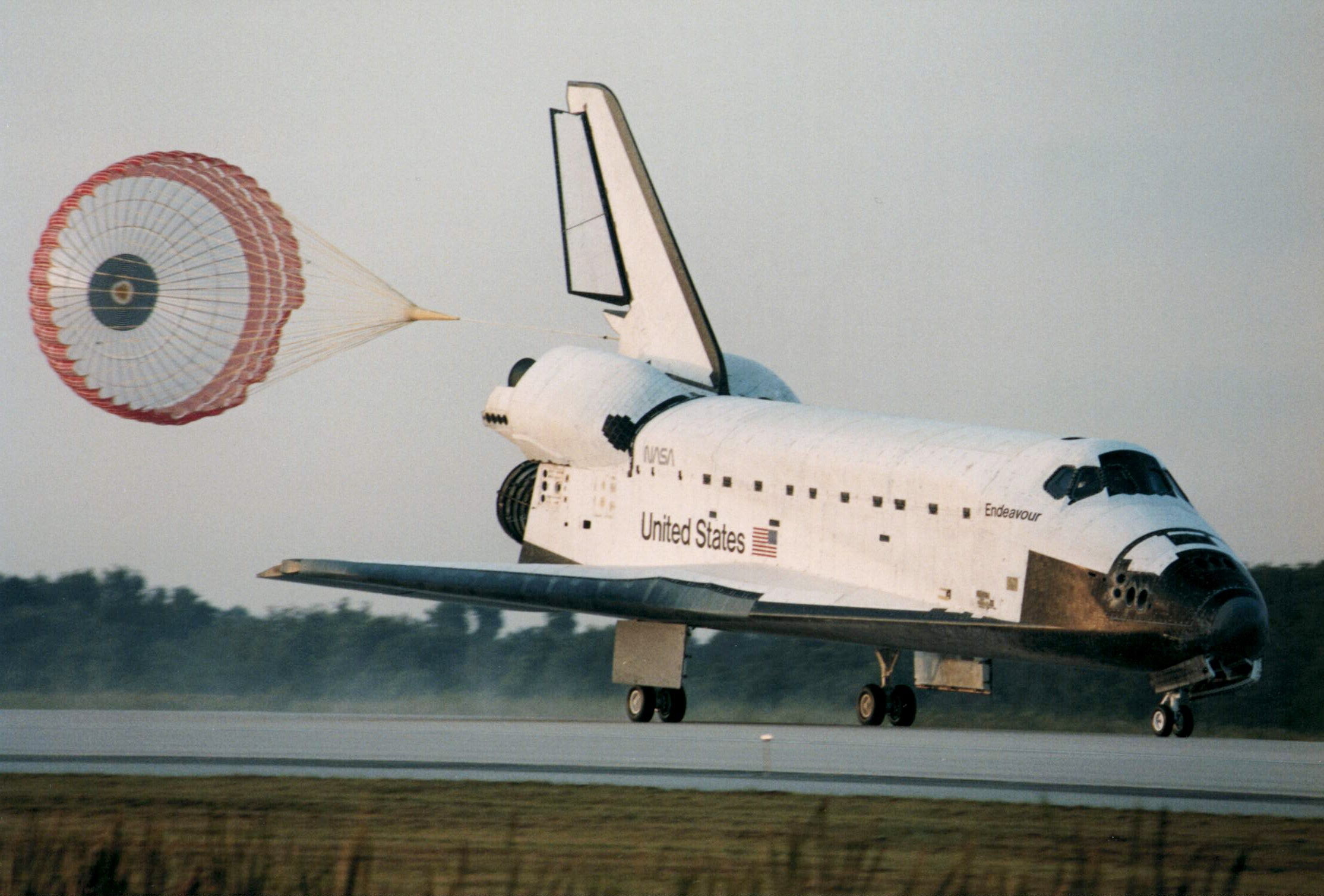
Орбітер Спейс шаттла виконує м'яку посадку.

М'яка́ поса́дка — вид посадки повітряного судна або космічного апарата, при котрій швидкість апарата до моменту торкання будь-якої поверхні настільки мала, що посадка не руйнує конструкцій і систем апарата і залишається можливість його подальшого функціонування. На відміну від різкої («твердої») посадки, м'яка посадка дуже плавна і поступова. Вона дуже часто називається «хорошою посадкою», оскільки повітряне судно приземляється рівно.
Існує кілька способів здійснити м'яку посадку. Для посадки апарата на планету з потужною атмосферою, наприклад, на Венеру, застосовуються парашути, так, наприклад, здійснювалась посадка спускного апарата «Венера-4». Для м'якої посадки на небесні тіла без атмосфери використовувались ракетні двигуни, наприклад, у програмі «Сервеєр».